# 개마고원
개마고원(蓋馬高原)은 조선민주주의인민공화국에 위치한 고원이다. 마천령산맥과 낭림산맥 및 부전령산맥으로 둘러싸인 약 40,000km2 넓이의 고원으로서 한반도에서 제일 넓은 고원이다. 고원의 높이는 700~2,000ｍ이며 남쪽에서 북으로 경사져 있다. 이렇게 높고 넓기 때문에 ‘한국의 지붕’이라고 불린다. 조선민주주의인민공화국에서는 개마고원을 개마고원, 자강고원(慈江高原), 백무고원(白茂高原) 등으로 세분하고 있는데, 이에 따르면 개마고원의 면적은 약 14,300km2다.
이 고원은 100만년 전까지만 하여도 전체가 비교적 평탄한 평원이었으며, 북쪽은 중국의 둥베이에까지 연속되어 경사져 있었다. 그러므로 허천강(虛川江)·장진강(長津江)은 북쪽으로 흘러서 쑹화강(松花江: 송화강)에 흘러들었었다. 그러나 그 후 고원이 융기하여 현재의 고도로 높아졌고, 동시에 백두산에서 분출한 현무암이 창바이 현 일대에 깔리면서 장진강과 허천강이 막혀 현재와 같은 유로를 취하여 압록강의 상류가 되었다. 고원이 융기 후 압록강과 그 지류에 의하여 깎이면서 남북 방향의 하곡과 산맥이 형성되었다. 그리하여 본래의 평탄면은 지금 남부와 동부지역에 일부 남아 있는데 장진고원(長津高原)·부전고원(赴戰高原)·황수원고원(黃水原高原)일대의 대지가 바로 그것이다.
이 고원은 여러 차례에 걸쳐 지배사(地背斜) 융기운동이 반복되어 생성된 고위 침식평탄면이며 몇 단의 지계(地階)가 신구(新舊) 현무암으로 덮여 있다. 융기운동에 따라 동북방향의 단층운동으로 지층이 끊겨 내려앉아 고원 연변에는 길주·명천 지구대란 함락지대(陷落地帶)와 칠보산괴(七寶山塊)란 지루가 생겼다. 원산·서울간의 추가령구조곡이 생긴 것도 이 무렵이다. 개마고원에는 무진장한 임산자원이 있고 초지가 많아 방목지에 적합하다. 또 농업지로 개간이 가능하고 풍부한 수력자원이 있다.

## 지리학과 지질학

### 기후
해발 1,500m에 달하는 한반도의 가장 추운 지역 중 하나다. 겨울철에는 온도가 -40°C까지 내려갈 수 있으며 평균 기온은 -17°C이다.

## 동식물
기후와 지형은 인간 거주에 적합하지 않으므로 개마고원에서 생태계와 야생 동물은 상대적으로 변함이 없다. 이 지역은 시베리아 호랑이, 아무르 표범, 시베리아 스라소니, 늑대, 아무르큰곰(혹은 반달가슴곰) 등과 같은 많은 생물들이 서식하고 있으며, 희귀하고 멸종 위기에 처한 동물들의 서식지로 알려져 있다. 멧돼지와 사슴 아종이 숲에 있다. 검은 그라우스, 올빼미, 딱따구리과 같은 많은 야생 조류가 이 지역에 서식하는 것으로 알려져 있다.

## 대중문화
- MBC 스페셜 - "한반도의 지붕 개마고원을 가다"[1]
- 도서 "한반도의 지붕 개마고원을 가다”